# Wesley Fofana
Wesley Fofana (Parigi, 20 gennaio 1988) è un rugbista a 15 francese, centro-ala del Clermont.

## Biografia
A livello sportivo Fofana crebbe nel Centro di formazione calcistica di Parigi (CFFP) — giocando in coppia con il calciatore Jérémy Ménez — nella squadra allenata da suo padre, di origine maliana; passò al rugby solo più tardi, su consiglio del suo professore di educazione civica.
Ammesso all'accademia federale di Marcoussis, ne uscì nel 2008 per essere ingaggiato dal Clermont allenato da Philippe Saint-André, con il quale esordì nella sua prima stagione.
Nel 2009-10 fece parte della formazione del Clermont che vinse il suo primo titolo francese di sempre.
Lo stesso Saint-André, nel frattempo divenuto C.T. della Francia, convocò Fofana in Nazionale, facendolo esordire nella giornata inaugurale del Sei Nazioni 2012 contro l'Italia; a tutto il Sei Nazioni 2013 ha disputato 15 incontri, senza saltarne uno nel torneo.

## Palmarès
- Campionati francesi: 2
Clermont: 2009-10, 2016-17
- Challenge Cup: 1
Clermont: 2018-19